# Стари мајур
Стари мајур или Људевитов до је део насеља Петроварадин и налази се источно од Подграђа а шири се према југоистоку где је предвиђем простор за индустрију.
Нови мајур или Роков до лоциран је у долини Роковог потока.